# Nash County
Nash County är ett administrativt område i delstaten North Carolina, USA, med 95 840 invånare. Den administrativa huvudorten (county seat) är Nashville.

## Geografi
Enligt United States Census Bureau så har countyt en total area på 1 406 km². 1 401 km² av den arean är land och 5 km² är vatten. 

### Angränsande countyn
- Halifax County - norr
- Edgecombe County - öster
- Wilson County - söder
- Johnston County - sydväst
- Franklin County - väster
- Wake County - sydväst